# Ludwig Steeg
Ludwig Steeg (* 22. Dezember 1894 in Ottweiler; † 6. September 1945) war ein deutscher Politiker der NSDAP und, zunächst nur geschäftsführend, von 1940 bis zum Ende der NS-Diktatur im Mai 1945 Oberbürgermeister von Groß-Berlin.

## Leben
Nach Ausbruch des Ersten Weltkrieges diente er in der Infanterie und wurde Leutnant der Reserve. Ab August 1919 arbeitete er in der Berliner Verwaltung und war unter anderem als Inspektor für die Stadtreinigung und das Fuhrwesen zuständig. Bald nach seinem Eintritt in die NSDAP 1933 (Mitgliedsnummer 1.485.884) wurde er Stellvertreter von Staatskommissar Julius Lippert und gehörte seinem Kommissariat bis 1937 an. Im April desselben Jahres wurde er zum Bürgermeister von Groß-Berlin ernannt, stand jedoch zumeist im Schatten des Berliner NS-Gauleiters und Propagandaministers Joseph Goebbels. Nach dem Rücktritt Lipperts im Juli 1940 übernahm Steeg amtierend die Geschäfte des Oberbürgermeisters und verwaltete daneben kommissarisch das Amt des Stadtpräsidenten.
Bei der SS (SS-Nr. 127.531) erreichte er Ende Januar 1943 den Rang eines SS-Brigadeführers.
Im Februar 1945 wurde Steeg zum Oberbürgermeister ernannt und hatte dieses Amt bis zum Ende der Schlacht um Berlin inne. Sein Nachfolger wurde Arthur Werner. Steeg starb als Zivilinternierter im Alter von 50 Jahren in einem sowjetischen Gefangenenlager.